# Maltas kulturarvsmyndighet
Maltas kulturarvsmyndighet (maltesiska: Sovrintendenza tal-Patrimonju Kulturali, engelska Superintendence of Cultural Heritage) är den nationella myndigheten på Malta med ansvar för skydd, reglering och tillgängliggörande av kulturarvet. Myndigheten inrättades när Maltas tidigare museiavdelning (Dipartiment tal-Mużewijiet) ersattes genom kulturarvsförordningen från 2002 av Maltas kulturarvsmyndighet samt Maltas kulturarvsbyrå (Patrimonju Malta).
Myndighetens huvudansvar omfattar tillsynsfunktioner kopplade till förvaltning, styrning, reglering, undersökning och dokumentation av kulturarvet i Malta. Huvudkontoret är beläget i landets huvudstad Valletta. Maltas kulturarvsmyndighet har ingen jurisdiktion över kyrkligt kulturarv eller kyrkans egendom. Enligt kulturarvsförordningen från 2002 ansvarar kommissionerna för religiöst kulturarv (Kummissjonijiet għall‑Patrimonju Kulturali Reliġjuż) för dessa områden.